# Królestwo Albanii (protektorat włoski)
Królestwo Albanii (wł. Regno albanese, alb. Mbretnija Shqiptare) – państwo historyczne na terenie obecnej Albanii, istniejące w latach 1939–1943.

## Historia
W 1928 konserwatywny premier Ahmed Zogu koronował się na króla, wiążąc kraj politycznie i militarnie, a nade wszystko gospodarczo z Królestwem Włoch.
W związku z próbą uniezależnienia się i zwróceniem się o pomoc do Wielkiej Brytanii Włochy zajęły Albanię 7 kwietnia 1939 (inwazja na Albanię), łamiąc swe zobowiązania międzynarodowe i obaliły króla Zogu I, który zbiegł do Królestwa Grecji. 16 kwietnia 1939 roku król Włoch, Wiktor Emanuel III, został ogłoszony królem Albanii. Po 1941 roku do protektoratu Albanii przyłączono część Kosowa oraz Czamerii.
Po kapitulacji Włoch 10 września 1943 Albanię okupowały wojska niemieckie. Działał silny ruch oporu, zwłaszcza komunistyczny.